# Mesolia jamaicensis
Mesolia jamaicensis là một loài bướm đêm trong họ Crambidae.